# Kedus Harbe
Kedus Harbe fue un negus de Etiopía, y miembro de la Dinastía Zagüe. Según Taddesse Tamrat, él era hijo de Jan Seyum, un hermano de Tatadim. Algunos estudiosos datan su reinado entre los años 1079 - 1119 d. C. Huntingford no lo incluye en su lista de reyes de la Dinastía Zagüe.
De acuerdo a Richard Pankhurst, Kedus Harbe intentó romper el dominio egipcio sobre la Iglesia Ortodoxa Etíope aumentando el número de obispos del país a siete. Sin embargo Abba Mikael, el prelado, lo rechazó diciendo que eso sólo podía hacerlo el Patriarca de Alejandría. Por esto el rey envió cartas al Patriarca y al gobernante musulmán de Egipto. Dicho gobernante se mostró comprensivo al respectos de sus requerimientos, pero el prelado le advirtió de que con tantos obispos los etíopes podrían proclamar a su propio Patriarca, desarrollando una política de hostilidad hacia sus vecinos musulmanes. Cuando los emisarios regresaron con la respuesta de Kedus Harbe, el país se encontraba azotado por el hambre y la peste. "Esas fueron las primeras de tales calamidades de las que existen menciones históricas".
| Predecesor: Yemrehana Krestos | Negus Nagast Siglo XII | Sucesor: Gebre Mesqel Lalibela |